# قناة الجزائر الدولية
قناة الجزائر الدولية (بالإنجليزية :AL24 News) هي قناة التلفزيونية أخبارية جزائرية. عامة تم إطلاقها في 30 أكتوبر 2021. وهي مستقلة عن المؤسسة العمومية للتلفزيون الجزائري ولها مكاتب في الجزائر وباريس وواشنطن وبكين وموسكو. ويرأسها سليم أغار.

## البرمجة
تتضمن برامج قناة الجزائر الدولية الأخبار التلفزية والمناقشات والبرامج الحوارية والأفلام الوثائقية ومجلات الشؤون الجارية (بما في ذلك بث الرياضات).